# Prêmio ACS de Química do Polímero
O Prêmio ACS de Química do Polímero (em inglês:  ACS Award in Polymer Chemistry) é uma condecoração da American Chemical Society (ACS) na área da química dos polímeros. O prêmio é concedido desde 1964, financiado pela Witco Chemical Corp. Desde 1981 é patrocinado pela ExxonMobil, dotado com 5 mil dólar dos Estados Unidos (situação em 2014).

## Recipientes
- 1964 Carl Shipp Marvel
- 1965 Hermann Mark
- 1966 Walter Hugo Stockmayer
- 1967 Frank R. Mayo
- 1968 Charles G. Overberger
- 1969 Frank Alden Bovey
- 1970 Michael Szwarc
- 1971 Georges J. Smets
- 1972 Arthur V. Tobolsky
- 1973 Turner Alfrey, Jr.
- 1974 John D. Ferry
- 1975 Leo Mandelkern
- 1976 Paul W. Morgan
- 1977 William J. Bailey
- 1978 Junji Furukawa
- 1979 Henri Benoit
- 1980 George B. Butler
- 1981 E. J. Vandenberg
- 1982 John Kenneth Stille
- 1983 Richard S. Stein
- 1984 Harry R. Allcock
- 1985 Joseph P. Kennedy
- 1986 Herbert Morawetz
- 1987 Vivian T. Stannett
- 1988 Pierre-Gilles de Gennes
- 1989 William R. Krigbaum
- 1990 Harold Abraham Scheraga
- 1991 Marshall Fixman
- 1992 Robert W. Lenz
- 1993 Takeo Saegusa
- 1994 Helmut Ringsdorf
- 1995 Robert Grubbs
- 1996 Henry K. Hall, Jr.
- 1997 William J. MacKnight
- 1998 Gerhard Wegner
- 1999 Robert Langer
- 2000 Jean Fréchet
- 2001 David A. Tirrell
- 2002 Krzysztof Matyjaszewski
- 2003 Maurice Brookhart
- 2004 Virgil Percec
- 2005 Samuel I. Stupp
- 2006 Egbert W. Meijer
- 2007 Ludwik Leibler
- 2008 James E. McGrath
- 2009 Takuzo Aida
- 2010 Timothy P. Lodge
- 2011 Klaus Müllen
- 2012 Edwin L. Thomas
- 2013 Craig J. Hawker
- 2014 Karen L. Wooley
- 2015 Geoffrey W. Coates[1]